# Tôn Thất An
Tôn Thất An  (chữ Hán: 尊室安, nghệ danh: Aaken) là nam nhạc sĩ, nhà soạn nhạc và sản xuất phim người Pháp gốc Việt, định cư tại Đài Loan, anh được biết đến khi soạn nhạc cho một số phim độc lập của Việt Nam như Vợ ba (2018), Song Lang (2018), Ròm (2019) và nước ngoài như: True Mothers (朝が来る 2020),  Moonlight Shadow (ムーンライト・シャドウ 2021).
Tôn Thất An sinh năm 1970 tại Pháp, trong một gia đình Việt Nam có truyền thống nghệ thuật; bố anh là nghệ sĩ Tôn Thất Tiết Mẹ anh là phóng viên của BBC tại Paris.

## Sự nghiệp
Năm 2005, Tôn Thất An hợp tác với biên đạo múa người Nhật Bản Jo Kanamori và nhóm múa Noism của ông ấy. Trong năm này, anh cho ra mắt Album với tựa đề Circlesongs. Năm 2009, anh tham gia viết nhạc cho chương trình "Chuyện những chiếc giày" của công ty khiêu vũ Arabesque và nghệ sĩ Tấn Lộc. Năm 2010, hợp tác với biên đạo múa Huang Yi người Đài Loan. Năm 2013, anh là nhạc sĩ Việt Nam đầu tiên có tác phẩm được biểu diễn tại nhà hát Berlin Philharmonie, với tác phẩm giao hưởng Thánh Gióng viết cho đàn bầu và dàn nhạc do bố anh sáng tác. Năm 2015, anh và công ty khiêu vũ Arabesque tổ chức sự kiện liên hoan nghệ thuật múa đương đại "FEEL in/out" tại Sài Gòn, cùng các nghệ sĩ thuộc nhiều loại hình nghệ thuật: vũ công, nhạc sĩ, nhiếp ảnh gia, họa sĩ, đạo diễn. Chương trình còn được tiếp tục tổ chức lần thứ hai vào năm 2016. Trong thời gian này anh và biên đạo John Huy Trần thực hiện một số MV nhạc về Sài Gòn.
Năm 2018, anh sản xuất phim ngắn Yet Untitled [Redux] và được đánh giá cao tại Ici Vietnam Festival, Paris, Pháp (Liên hoan phim uy tín dành cho các nghệ sĩ, đạo diễn gốc Việt).
Nhà sản xuất phim Vợ Ba từng đặt hàng nghệ sĩ Tôn Thất Tiết viết nhạc cho phim, nhưng ông từ chối; sau này Trần Thị Bích Ngọc liên hệ với Tôn Thất An và mời anh thăm quan phim trường. Cuối cùng, anh nhận lời viết nhạc cho bộ phim, và bỏ ra 3 tháng tại Đài Bắc để viết nhạc và demo; nhờ sự thành công của bộ phim, sau này Tôn Thất An được Bích Ngọc và đạo diễn Trần Anh Hùng giới thiệu viết nhạc cho Ròm và Thưa mẹ con đi đều sản xuất năm 2019. Trong bộ phim Song Lang anh viết nhau theo xu hướng của các bôn phim Hồng Kông thập niên 1990.

## Tác phẩm

### Âm nhạc
- Circlesongs (Album - 2005)
- Hyperbody (Album - 2010)
- We were (t)here (Album - 2015)
- Mùa xuân (bản nhạc Piano - viết tặng mẹ)[2]

### Phim tự sản xuất
| Năm  | Tựa đề               | Định dạng | Vai trò                                                                   | Diễn viên                                                        | Ghi chú |
| ---- | -------------------- | --------- | ------------------------------------------------------------------------- | ---------------------------------------------------------------- | ------- |
| 2008 | Yet Untitled [Redux] | Phim ngắn | Tự đảm nhận: Biên kịch, Đạo diễn, Soạn nhạc Kết hợp: Quay phim, Dựng phim | Sùng A Lùng, Lex Chiu, Paulina Hsu, Yang Tien Yao, Huang Fu Shen | [ 7 ]   |

### Sản phẩm hợp tác, đóng góp
| Năm          | Sản phẩm                                      | Thể loại               | Vai trò   | Ghi chú                   |
| ------------ | --------------------------------------------- | ---------------------- | --------- | ------------------------- |
| 2002         | Le Souffle court                              | Video                  | Soạn nhạc |                           |
| 2007         | Les Garçons de la Plage                       | Video                  | Soạn nhạc |                           |
| 2009         | Chuyện kể những chiếc giày                    | Kịch múa               | Soạn nhạc | [ 2 ]                     |
|              | Sương sớm                                     | Kịch múa               | Soạn nhạc | [ 2 ]                     |
| 2010         | Les Contes d'Hoffmann (The Tales of Hoffmann) | Vở Ballet              | Soạn nhạc | [ 8 ]                     |
| 2011         | The Hole                                      | Phim ngắn              | Soạn nhạc |                           |
| 2011         | Thief (小偷)                                  | Phim ngắn              | Soạn nhạc |                           |
| 2014         | Spring / Dawn (春)                            | Điện ảnh               | Soạn nhạc |                           |
| 2015 và 2016 | FEEL in/out                                   | Sự kiện nghệ thuật múa | Soạn nhạc |                           |
| 2016         | Warmth (溫暖)                                 | Điện ảnh               | Soạn nhạc |                           |
| 2016         | The Mermaid and the Whale (人魚與鯨魚)        | Điện ảnh               | Soạn nhạc |                           |
| 2017         | Apparition                                    | Điện ảnh               | Soạn nhạc | [ 9 ]                     |
| 2018         | Vợ Ba                                         | Điện ảnh               | Soạn nhạc |                           |
| 2018         | Song Lang                                     | Điện ảnh               | Soạn nhạc |                           |
| 2018         | One Body, Two Sides (遙望彼岸)                | Điện ảnh               | Soạn nhạc |                           |
| 2019         | Ròm                                           | Điện ảnh               | Soạn nhạc |                           |
| 2019         | Giữa bóng tối và tâm hồn                      | Điện ảnh               | Soạn nhạc | [ 10 ]                    |
| 2019         | Thưa mẹ con đi                                | Điện ảnh               | Soạn nhạc |                           |
| 2019         | Tro tàn rực rỡ                                | Điện ảnh               | Soạn nhạc | Đạo diễn: Bùi Thạc Chuyên |
| 2020         | True Mothers (朝が来る)                       | Điện ảnh               | Soạn nhạc |                           |
| 2020         | Rain in 2020 (二○二○年的一場雨)               | Phim tài liệu          | Soạn nhạc |                           |
| 2020         | Be Water                                      | Phim tài liệu          | Soạn nhạc |                           |
| 2020         | Beyond our Horizon (Hinter unserem Horizont)  | Phim tài liệu          | Soạn nhạc | [ 12 ]                    |
| 2021         | Moonlight Shadow (ムーンライト・シャドウ)     | Điện ảnh               | Soạn nhạc |                           |
| 2021         | Last Meal (最後一票)                          | Điện ảnh               | Soạn nhạc | [ 13 ]                    |
|              |                                               |                        |           |                           |